# Chaintreaux
 Chaintreaux  es una población y comuna francesa, en la región de Isla de Francia, departamento de Sena y Marne, en el distrito de Fontainebleau y cantón de Château-Landon.

## Demografía
| 671                                          | 576 | 573 | 576 | 674 | 783 | 854 | 902 | 917 | 887 |
| (Fuente: INSEE-fr, https://www.goodcity.fr/) |     |     |     |     |     |     |     |     |     |